# Сан Хусто (департамент)
Сан Хусто е департамент в Аржентина, разположен в провинция Санта Фе с обща площ 5575 км2 и население 40 379 души (2001). Главен град е Сан Хусто.

## Административно деление
Департаментът е съставен от 18 общини.